# Olga Fírsova
Olga Valérievna Naimushina, Fírsova de casada, en ruso: Ольга Валерьевна Наймушина/Фирсова (nacida el 26 de abril de 1979 en Krasnogorsk, Rusia) es una exjugadora de baloncesto rusa. Consiguió dos medallas en competiciones internacionales con Rusia.